# Thaumasius
Thaumasius es un género de aves apodiformes de la familia Trochilidae —los colibríes— que agrupa apenas a dos especies nativas de América del Sur, cuyas áreas de distribución se encuentran entre el suroeste de Ecuador y el centro oeste de Perú. Las dos especies anteriormente se incluian en el género Leucippus pero fueron transferidas al presente como resultados de estudios  filogenéticos. A sus miembros se les conoce por el nombre común de colibríes.

## Características
Los colibríes de este género son medianos, miden entre 9 y 10,5 cm de longitud. De plumajes deslucidos, ambos sexos son semejantes, con aspecto similar a las hembras de otros géneros: coloración apagada verde-bronceada clara en las partes superiores, blanquecina o clara en las inferiores; cola verde, cuadrada, con timoneras externas más pardas. El pico es largo, negro y ligeramente curvado.

## Sistemática
El género Thaumasius fue propuesto por el zoólogo británico Philip Lutley Sclater en 1879 en la misma publicación que describió la especie tipo designada por monotipia: Thaumasius taczanowskii.

### Etimología
El nombre genérico masculino «Thaumasius» proviene del griego «thaumasios», diminutivo de «thauma, thaumatos», que significa ‘maravilla’.

### Taxonomía
Los estudios filogenéticos de McGuire et al. (2014) demostraron que el género Leucippus era polifilético; para resolver la polifilia del género, Stiles et al. (2017) propusieron la resurrección del género Talaphorus para la especie antes denominada Leucippus chlorocercus y del presente género, Thaumasius, para las especies antes denominadas Leucippus baeri y L. taczanowskii.Estos cambios taxonómicos fueron reconocidos por el Comité de Clasificación de Sudamérica (SACC) en la Propuesta N.º 781.

## Lista de especies
Según las clasificaciones del Congreso Ornitológico Internacional (IOC) y Clements Checklist/eBird, el género agrupa a las siguientes especies con el respectivo nombre popular de acuerdo con la Sociedad Española de Ornitología (SEO):
| Imagen | Nombre científico       | Autor              | Nombre común           | Estado de conservación | Distribución |
| ------ | ----------------------- | ------------------ | ---------------------- | ---------------------- | ------------ |
|        | Thaumasius baeri        | (Simon), 1901      | colibrí de Tumbes      | LC                     |              |
|        | Thaumasius taczanowskii | P.L. Sclater, 1879 | colibrí de Taczanowski | LC                     |              |